# 윤동주 시 작곡 경연대회
윤동주 시 작곡 경연대회는 연세의 시인 윤동주의 시정신을 기리고 그 뜻을 널리 전파하기 위해 매년 개최하는 대회이다.
연세대학교 윤동주 기념사업회 주관으로 매년 8월~10월 경 대회를 진행해오고 있다. 특히 2012년부터 시작된 이 대회는 윤동주의 섬세한 시어를 가사로 하는 아름다운 노래들이 출품되어 다음 대회에 대한 기대감을 높이고 있다.

## 역대 수상자

### 제1회~제5회
| 수상명 | 곡명        | 수상자                     |
| ------ | ----------- | -------------------------- |
| 금상   | -           | -                          |
| 은상   | 별 헤는 밤  | 이호순                     |
| 동상   | 바람이 불어 | 김신아 (렘수면상태의 뺀드) |

| 수상명 | 곡명    | 수상자 |
| ------ | ------- | ------ |
| 당선작 | 그 여자 | 정지인 |
| 가작   | 소년    | 이수진 |
| 가작   | 자화상  | 지유진 |

| 수상명 | 곡명           | 수상자              |
| ------ | -------------- | ------------------- |
| 당선작 | 별 헤는 밤     | 박찬수 (잘삐타)     |
| 가작   | 빨래           | 김은지 (담소네공방) |
| 가작   | 쉽게 씌어진 시 | 서소미 (호소)       |
| 가작   | 바람이 불어    | 송두리              |
| 가작   | 서시           | 이민형              |

| 수상명 | 곡명      | 수상자 |
| ------ | --------- | ------ |
| 당선작 | 참회록    | 문예은 |
| 가작   | 흰 그림자 | 정동진 |
| 가작   | 서시      | 김성록 |

| 수상명 | 곡명        | 수상자        |
| ------ | ----------- | ------------- |
| 당선작 | 길          | 김기산        |
| 가작   | 편지        | 정미래 (미래) |
| 가작   | 무서운 시간 | 김기림 (음상) |

## 관련 자료
- 윤동주, 《하늘과 바람과 별과 시》 (연세대학교출판부, 2006)
- ‘제3회 윤동주 시 작곡 경연대회 수상식’ 열려 연세소식 Vol. 567
- 전공자들 제치고 작곡대회 당선 치의학대학원생 "치과의사·음악, 두 토끼 잡아야죠" 한국경제 2014년 10월 30일자
- “윤동주와 마주하기에 우리의 언어는 너무 무력”[깨진 링크(과거 내용 찾기)] 크리스천투데이 2015년 2월 16일자
- 제5회 윤동주 시 작곡 경연대회 2016년 7월 7일자

## 같이 보기
- 윤동주
- 연세대학교